# Воложинский сельсовет (Витебская область)
Воложинский сельсовет (белор. Валожынскі сельсавет) — упразднённая административная единица на территории Шарковщинского района Витебской области Республики Беларусь. Административный центр — деревня Воложинки.

## История
Упразднён в 2013 г.

## Состав
Воложинский сельсовет включал 27 населённых пунктов:
- Амбросенки — деревня
- Беседное — деревня
- Бобовье — деревня
- Буйки — деревня
- Воложинки — деревня
- Галиново — деревня
- Галово — деревня
- Глистенки — деревня
- Дубовое — деревня
- Загорное — деревня
- Заречье — деревня
- Казаки — деревня
- Костюки — деревня
- Кулаги — хутор
- Куриченки — хутор
- Лазовка — деревня
- Лонск — деревня
- Неприники — хутор
- Новоселье — агрогородок
- Ольховцы — деревня
- Островляне — деревня
- Петровичи — деревня
- Пояночи — деревня
- Пялики — агрогородок
- Сосновцы — деревня
- Шурпаки — деревня
- Юзефово — деревня

Упразднённые населённые пункты на территории сельсовета:
- Житополье — хутор
- Пуки — хутор